# Panna Marie Bolestná z kostela sv. Mikuláše v Chebu

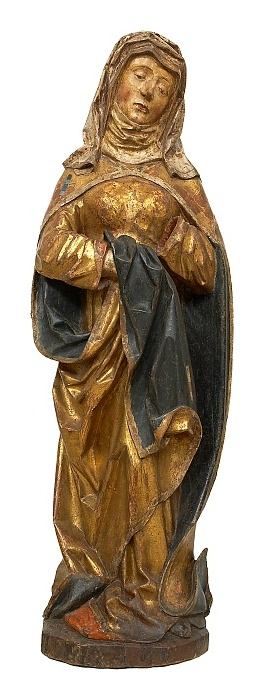
Panna Marie Bolestná z kostela sv. Mikuláše v Chebu (kolem r. 1500)

Panna Marie Bolestná z kostela sv. Mikuláše v Chebu (kolem r. 1500) byla součástí skupiny Kalvárie v chebském kostele sv. Mikuláše. Jejím protějškem byla socha sv. Jana, zaznamenaná naposled na farním úřadě v Chebu, od roku 1994 nezvěstná. Socha stylově odpovídá raným dílům cvikovského sochaře Petera Breuera. Je vystavena ve stálé expozici chebské gotiky Galerie výtvarného umění v Chebu jako zápůjčka římskokatolické farnosti Cheb.

## Popis a zařazení
Plně plastická socha z lipového dřeva 148 x 49 x 33 cm, vzadu vyhloubená, se zachovanou původní polychromií, která byla skryta pod pěti vrstvami pozdějších přemaleb. Chybí levá ruka. Restaurovali J. Tesař (1972, 1978) a J. Živný (1986, 1997).
Štíhlá socha Panny Marie je mírně natočena k levému rameni do tříčtvrtečního profilu. Tomuto pohybu by odpovídalo, že vysunuta je špička volné pravé nohy a levá noha je za ní překřížena. Podkasaný plášť, který Marie přidržuje pravou rukou, vytváří kolem těla niku, která se směrem dolů zužuje a zakrývá pohyb i esovité pootočení těla doprava. Pod spodním nepřepásaným těsným šatem jsou zvýrazněna ňadra. Plášť je sepnutý nad nimi a na levé straně spadá v dlouhé diagonále až k podstavci, kde se přehýbá a vrací cípem nahoru. Na pravé straně plášť tvoří pod rukou hluboký záhyb a otočen na rub spadá přes pravou ruku ke kolenům, kde je zvlněn boltcovým promačkávaným motivem. Na pravém boku tvoří hluboké mísovité záhyby s ostrými hranami. Obličej Panny Marie lemuje rouška a zavinutí krku s detailně propracovanými ostrými sklady.
Oválná tvář Panny Marie s širším čelem má hluboko zasazené a zešikmené přivřené oči, ostrý nos a široké a pevně sevřené rty. Typika tváře odpovídá raným dílům Petera Breuera, která vytvořil těsně po příchodu do Zwickau. Záhybový systém drapérie, který je u chebské sochy mírně zjednodušený, i modelace horní poloviny těla rovněž nasvědčuje bezprostřednímu vztahu k sochařským dílům Petera Breuera krátce před rokem 1500. Breuer jako tovaryš pobýval ve Würzburgu u Tilmana Riemenschneidera a krátce pobyl v Ulmu, pravděpodobně u Gregora Erharta. Svými díly zásoboval celou oblast Krušnohoří.
Ševčíková sochu hodnotí jako průměrnou práci, s rezidui slohu 80. let. Radikální otevření bloku sochy je již ohlasem na francké předlohy. Socha podle ní souvisí s produkcí sochařských dílen v bavorském Hofu, kde přímou malířskou inspiraci nabízel např. oltář sv. Michaela (1465), dodaný Hansem Pleydenwurffem. Hof byl podobným obchodním centrem jako Cheb, ale tamní práce nepřesahují kvalitou ty chebské a nelze tedy uvažovat o přímé vazbě.

### Příbuzná díla
- Sv. Michael z Untertriebel[2]